# Skorospelka Kruglaya
Skorospelka Kruglaya en ruso: Скороспелка Круглая, es una variedad cultivar de ciruelo (Prunus domestica), de las denominadas ciruelas europeas,
una variedad de ciruelacultivada de especimen procedente de la colección de la "Estación Experimental de Pávlovsk" (Pávlovsk, Región de Leningrado). Las frutas tienen un tamaño pequeño, son redondos, forma regular; piel relativamente gruesa, dura, no se separa de la pulpa o se separa mal, el color de la cubierta es azul oscuro con un tinte púrpura y una pequeña capa de pruina azulada, y pulpa de color amarilla, de grano fino, agridulce, jugosa, de buena calidad.

## Sinonimia
- "Скороспелка Круглая",
- "Skorospelka Kruglaya",
- "Maduración temprana Redonda",
- "Слива Скороспелка Круглая",
- "Sliva Skorospelka Kruglaya".[4][5]

## Historia
'Skorospelka Kruglaya' es una variedad de ciruela de crianza popular. Cultivada de la colección de la "Estación Experimental de Pávlovsk" (Pávlovsk, Región de Leningrado). Se desconocen los "Parentales" de los que es progenie.
'Skorospelka Kruglaya' está inscrita en el "Registro Estatal" desde 1959 para la Región Noroeste de Rusia.

## Características
'Skorospelka Kruglaya' es un árbol de tamaño mediano, de 2,5 a 3 m de altura, con una copa amplia, medianamente densa y bien foliada. La corteza del tronco es de color marrón grisáceo, ligeramente rugosa. Las ramas son delgadas. Los brotes de un año son ligeramente geniculados curvos, de grosor medio, de color rojo violáceo en el lado soleado. La lámina de la hoja es redondeada oval, con la punta puntiaguda, una base arqueada, de tamaño mediano (7 x 3 cm), de color verde oscuro, ligeramente cóncava a lo largo de la base, con un borde ondulado hacia la parte superior. La consistencia es coriácea, de grosor medio, la superficie es brillante, sin pubescencia en la parte superior y escasamente pilosa a lo largo de toda la lámina inferior. El dentado es toscamente doblemente dentado. El pecíolo mide de 9 a 13 mm, con coloración antociánica en la parte superior. Glándulas una, rara vez dos, pequeñas, sésiles, de color verde amarillento. Estípulas pequeñas, subuladas, de color verde claro. Flores de tamaño mediano que florecen en la segunda quincena de mayo. La floración dura de 8 a 10 días. Florece y fructifica en los brotes del año anterior. Los brotes de crecimiento se encuentran en la periferia de la copa. Son autoestériles. El mejor polinizador es 'Skorospelka Krasnaya'. Los árboles comienzan a dar frutos en el tercer o cuarto año después de la plantación en el jardín.
'Skorospelka Kruglaya' tiene frutos de tamaño pequeño, tienen un peso promedio de 8 a 12,0 gr, son redondos, forma regular; piel relativamente gruesa, dura, no se separa de la pulpa o se separa mal, el color de la cubierta es azul oscuro con un tinte púrpura y una pequeña capa de pruina azulada, con pequeños puntos por todo el fruto ligeramente visibles; la sutura ventral está poco desarrollada; el pedúnculo es de longitud media, siendo la separación del pedúnculo del fruto seca, lo que facilita su transporte; la pulpa es de color amarilla, de grano fino, agridulce, jugosa, de buena calidad. Los frutos contienen 13.8-15.6% de materia seca, 8.7-9.9% de azúcares (incluyendo hasta 2.9% de sacarosa), 1.45-1.51% de ácidos, 17.6-20.8 mg / 100 g de vitamina C.
Hueso es semi adherente, pequeño, ovalado, se separa bien de la pulpa.
El fruto madura en la segunda y tercera decena de agosto. Los frutos no se agrietan, sino que se caen al madurar.

## Usos
Los frutos se utilizan frescos y procesados en mermeladas, conservas, compotas.

## Cualidades
Las plantas son resistentes a las heladas, pero en inviernos rigurosos sufren fuertes heladas (hasta 4 a 5 grados). 
Se ven afectadas por pulgones, enrolladores de las hojas, gorgojo de las semillas, "bolsas", "brillo lechoso" y podredumbre del fruto (en algunos años, gravemente).
Ventajas de la variedad: fructificación temprana, maduración temprana de los frutos, buen rendimiento, buena calidad de los frutos, buena separación del hueso de la pulpa, uso universal de los frutos. 
Desventajas de la variedad: heladas importantes de las plantas en inviernos rigurosos, resistencia insuficiente a enfermedades y plagas, presencia obligatoria de variedades polinizadoras, mala separación de la piel de la pulpa.